# 蕃薯厝順天宮
蕃薯厝順天宮，為一間主祀湄洲天上聖母的廟宇，又稱蕃薯寮媽，位於臺灣雲林縣水林鄉蕃薯厝。康熙七年（1668年），搭草廟供奉媽祖，建廟三百多余年為全台灣歷史最悠久的湄洲站身大庙。

## 建廟沿革
明永曆十九年（康熙四年）當地開拓始祖洪月從台南西港流浪到此發現遍地蕃薯因此在此耕種居住。事隔三年洪月想念起故鄉親人，回大陸同安蒲田等地，探視親人並接親人與祖先遺骸來台定居耕種，藉由鄰近古笨港碼頭，奉請湄洲朝天閣站身大媽、玄天上帝、中壇元帥等來台，搭草廟奉祀主神媽祖，因草廟爬滿蕃薯藤，因此外界便尊稱此地媽祖為蕃薯寮媽。該尊開基媽祖，也是全台最悠久的湄洲站身大媽。

## 聞名事蹟
當地最聞名的是醫師、法官輩出，蕃薯厝雖是一個小農村，當地僅約300多戶，不過卻出了數十位醫師、司法官，其比例相當高，而教師、執業律師、書記官等相關司法人員及其他公務人員更是不計其數，當地資源較都市貧乏，卻屢出傑出子弟，也譽稱蕃薯厝為法官村或狀元府。 （页面存档备份，存于）
每逢考試季節時，不少考生都會拿著准考證到水林鄉蕃薯厝順天宮，祈求考試金榜題名。

## 重要活動
元宵節夜巡繞境
每年農曆正月十五日元宵節至正月十七日舉行元宵夜巡繞境活動，三天夜巡開始前都會舉行射火馬活動。
元宵節活動第一天正月十五日，上午九點恭迎大龜媽回鑾，廟前擺滿鞭炮迎接，也為元宵節拉開序幕，當天晚上舉行夜巡繞境，範圍包括蕃薯村、山腳村。
元宵節活動第二天正月十六日，下午車巡繞境，範圍為蕃薯村外境西南角農牧區，當天晚上夜巡繞境蕃薯村及山腳村。
元宵節第三天正月十七日，晚上夜巡繞境蕃薯村及山腳村，也是三日夜巡繞境中，最熱鬧的一天，整個蕃薯村的熱鬧程度不輸過年，以往迎到正月十八日上午，媽祖才會入廟。
天上聖母聖誕

為農曆三月廿三日，舉行祝壽活動。

## 姐弟廟
嘉義市順天宮，蕃薯厝順天宮分靈媽祖廟。
雲林縣口湖鄉宜梧順天宮，鄰近蕃薯厝順天宮，兩廟淵源很深。